# Premi Nacional de Cinema
El Premi Nacional de Cinema formà part dels Premis Nacionals de Cultura i fou concedit anualment per la Generalitat de Catalunya, reconeixent la trajectòria professional de cada guardonat en la seva categoria i amb una dotació de 18.000 euros.
El premi fou designat per un jurat encapçalat pel Conseller de Cultura i és atorgat en una cerimònia presidida pel President de la Generalitat, conjuntament amb la resta de Premis Nacionals de Cultura.
Des de la seva creació fins al 2004 aquesta categoria fou anomenada Premi Nacional de Cinema i Audiovisuals. A partir d'aquest any ambdues categories esdevingueren independents per reconèixer a cada professional de cada àmbit. A principis d'abril de 2013 es va fer públic que el Govern de la Generalitat de Catalunya reduïa els premis Nacionals de Cultura de 16 a 10 guardonats, i n'abolia les categories, creant un sol guardó de Premi Nacional de Cultura, amb la intenció de "tallar el creixement il·limitat de categories".

## Guanyadors
Des del 1995 el Premi Nacional de Cinema s'ha atorgat a:
- 1992: Mercè Lleixà Chavarria
- 1995: Ventura Pons
- 1996: Marta Esteban
- 1997: Antoni Llorens per la seva tasca continuada en la promoció de la indústria del cinema, la creació d'una xarxa de cinemes a Catalunya i la difusió del cinema català i del cinema doblat en català»[3]
- 1998: Bigas Luna
- 1999: José Luis Guerín i Roser Capdevila i Valls[4]
- 2000: Joaquim Jordà
- 2001: Agustí Villaronga
- 2002: Marc Recha, per la pel·lícula Pau i el seu germà
- 2003: Carles Bosch i Josep Maria Domènech, per la pel·lícula Balseros
- 2004: Isabel Coixet, per la pel·lícula La meva vida sense mi
- 2005: Jordi Balló, com a director del Màster en documental de creació
- 2006: Marta Balletbò-Coll, per la pel·lícula Sevigné
- 2007: Cesc Gay, per la pel·lícula Ficció
- 2008: José González Morandi i Paco Toledo, per la pel·lícula Can Tunis
- 2009: Pere Portabella, pel documental Mudanza
- 2010: Claudio Zulián, pel documental A través del Carmel
- 2011: Judith Colell i Jordi Cadena, per la pel·lícula Elisa K[5]
- 2012: Isaki Lacuesta